# أريغارون أليف الأحجار
أريغارون أليف الأحجار (الاسم العلمي:Erigeron petrophilus) هو نوع من النباتات يتبع جنس الأريغارون من الفصيلة النجمية.